# Championnat de France de rugby à XV de 2e division 2003-2004
Navigation
Pro D2 2002-2003 Pro D2 2004-2005
Le Championnat de France de rugby à XV de 2e division 2003-2004 ou Pro D2 2003-04 oppose seize clubs professionnels français pour le gain d'une place dans le Top 16. L'équipe classée en tête est promue automatiquement pour jouer dans le Top 16. Le club terminant 1er à l'issue de la phase préliminaire est promu en 1re division.
À l'issue de la phase préliminaire, les clubs classés de 1 à 4 sont qualifiés pour les 1/2 finales sur terrain neutre, comme la finale. Le club qui gagne en finale est déclaré champion de France et accède à la 1re division. Dans le cas où le club qui termine 1er de la phase préliminaire remporte la finale, ce serait le club ayant terminé 2e de la phase préliminaire qui est promu. Les 2 derniers descendent en 1re division fédérale.

## Classement
| N° | Clubs                  | Points | J  | V  | Nul | D  | PP  | PC  | Diff. |
| -- | ---------------------- | ------ | -- | -- | --- | -- | --- | --- | ----- |
| 1  | Aviron bayonnais       | 74     | 30 | 21 | 2   | 7  | 680 | 462 | 218   |
| 2  | FC Auch                | 74     | 30 | 22 | 0   | 8  | 667 | 466 | 201   |
| 3  | Lyon OU                | 71     | 30 | 20 | 1   | 9  | 776 | 482 | 294   |
| 4  | US Dax                 | 68     | 30 | 19 | 0   | 11 | 741 | 557 | 184   |
| 5  | Stade rochelais        | 62     | 30 | 16 | 0   | 14 | 600 | 601 | -1    |
| 6  | US Oyonnax (P)         | 61     | 30 | 14 | 3   | 13 | 611 | 644 | -33   |
| 7  | Tyrosse RCS            | 60     | 30 | 15 | 0   | 15 | 585 | 685 | -100  |
| 8  | RC Toulon              | 58     | 30 | 14 | 0   | 16 | 655 | 656 | -1    |
| 9  | Tarbes Pyrénées        | 57     | 30 | 13 | 1   | 16 | 624 | 582 | 42    |
| 10 | Stade aurillacois      | 57     | 30 | 13 | 1   | 16 | 591 | 600 | -9    |
| 11 | SC Albi                | 57     | 30 | 12 | 3   | 15 | 602 | 617 | -15   |
| 12 | Stade montois (R)      | 54     | 30 | 12 | 0   | 18 | 532 | 586 | -54   |
| 13 | Métro Racing 92        | 53     | 30 | 11 | 1   | 18 | 615 | 807 | -192  |
| 14 | USA Limoges (P)        | 53     | 30 | 11 | 1   | 18 | 474 | 699 | -225  |
| 15 | CA Bègles-Bordeaux (R) | 51     | 30 | 10 | 1   | 19 | 526 | 678 | -152  |
| 16 | CA Périgueux           | 50     | 30 | 9  | 2   | 19 | 551 | 708 | -157  |

Clé:  J: matchs joués, V: victoires, D: défaites, PP: points pour, PC : points contre, Diff: différence
il est attribué 3 points pour une victoire, 2 points pour un match nul, 1 point pour une défaite, 0 point pour un forfait.
En jaune les 4 équipes qualifiées pour le tour final ; En rose les 2 équipes reléguées en fédérale 1.
abréviations : P : promus 2003, R : relégués 2003

## Bilan de la saison
Le premier classé, Bayonne, accède directement au Top 16 mais doit quand même jouer les phases finales pour le titre de champion. La place de deuxième promu est disputée entre les équipes classées aux, 2e, 3e, 4e places. 

### Demi-finales
- Bayonne - Dax: 16 -14
- Auch - LOU : 16 - 11

### Finale
| Samedi 19 juin 2004 | Aviron bayonnais | 9 - 26 (6 - 9) | Football Club Auch Gers | Stade du Hameau, Pau Arbitre : Gastou |
| Samedi 19 juin 2004 | Pénalité(s) : 3 Daniel Griffiths (9e), Daniel Griffiths (40e), Christophe Lamaison (64e) Carton(s) jaune(s) : 1 Thierry Cléda (4e) Carton(s) rouge(s) : 1 Sylvain Jonnet (39e) |                | Essai(s) : 2 Grant Hill (52e), Raphaël Bastide (77e) Transformation(s) : 2 Jean-Baptiste Dambielle (52e), Jean-Baptiste Dambielle (77e) Pénalité(s) : 4 Jean-Baptiste Dambielle (12e), Jean-Baptiste Dambielle (25e), Jean-Baptiste Dambielle (31e, Jean-Baptiste Dambielle (74e) Carton(s) jaune(s) : 3 Mickaël Lebel (4e), Stephan Saint-Lary (43e), Julien Sarraute (48e) | Stade du Hameau, Pau Arbitre : Gastou |
| Samedi 19 juin 2004 | |                | | Stade du Hameau, Pau Arbitre : Gastou |

| Titulaires · Sylvain Jonnet 15 · Nicolas Martin 14 · Cédric Laborde 13 · Léo Pesteil 12 · 45e Daniel Griffiths 11 · Daniel Larrechea 10 · 64e Grégory Sudre 9 · Yannick Lamour 8 · Louis Massabeau 7 · 41e Guillaume Combes 6 · 79e Mikaera Tewhata 5 · 76e Thierry Cléda 4 · Yvan Abbadie 3 · 78e Laurent Salles 2 · 55e Jean-Marie Usandisaga 1 · Remplaçants · 78e Macia 16 · 55e Christophe Dabbadie 17 · 76e Anthony Healy 18 · 79e Pierre Pardon 19 · 64e Julien Tilloles 20 · 45e Marc Jourdaine 21 · 41e Christophe Lamaison 22 · Entraîneur · Thierry Mentieres, Pierre Peytavin |  | Titulaires · 15 Jean-Baptiste Dambielle · 14 Jérôme Suderie · 13 Julien Sarraute 75e · 12 Nicolas Pagotto · 11 Raphaël Bastide · 10 Beñat Arrayet · 9 Thierry Lacourt 79e · 8 Grégory Patat · 7 Mickaël Lebel 79e · 6 Stephan Saint-Lary 79e · 5 Tao Tapasu 70e · 4 Hamid Arif · 3 Grégory Menkarska · 2 Grant Hill 70e · 1 Alexandre Esquirol 64e · Remplaçants · 16 Fabien Marque 70e · 17 Jean Baptiste Soucek 64e · 18 Guillaume Bortolaso 70e · 19 Grégory Hanocque 79e · 20 Philippe Rodès 79e · 21 Vincent Roigé 79e · 22 Frédéric Couzier 75e · Entraîneur · Henry Broncan |

Auch est champion Pro D2 2003-2004. Bayonne et Auch accèdent au Top 16. Les équipes de Bordeaux-Bègles et Périgueux sont reléguées en Fédérale 1 et sont remplacées par les nouveaux promus : Stade bordelais et Pays d'Aix. D'autre part Colomiers  relégué de la Pro D1 en Pro D2 est rétrogradé en Fédérale 1 par la Direction nationale d'aide et de contrôle de gestion (DNACG), ceci libère une place en Pro D2 qui permet à Périgueux d'être repêché.